# Одило Глобочник
Одило Глобочник (Трст, 21. април 1904 — Патернион, 31. мај 1945) је био познати аустријски нациста и касније СС официр. Био је један од најодговорнијих за убиство милиона људи током Холокауста.

## Детињство и младост
Одило Глобочник је рођен у породици словеначког порекла у слободном граду Трсту, у тадашњој престоници Аустријског приморја, административне области Аустроугарске монархије (данашња Италија). Био је друго дете Франца Глобочника из горењског места Нојмарктл (данас Тржич у Словенији) који је служио као хабзбуршки коњички поручник у аустроугарској војсци. Његов отац није успео да уштеди довољно новца да би дао отказ у војсци па му је зато дат посао у резерви као поштару. Породица Глобочник се преселила, 1914. године, из Трста у Бернолаково где је Франц Глобочник позван у активну службу по избијању Првог светског рата.
Исте године, Одило Глобочник је ступио у војску уписавши војну школу. Рат је прекинуо његово војничко образовање. Одило и његова породица су се преселили у Клагенфурт. Глобочник је уписао цивилну средњу школу коју је завршио јула 1923. године добрим успехом. Радио је послове као што су ношење кофера на железничкој станици како би финансијски помогао својој породици.
Глобочник је постао активан у политици 1922. године, када је постао виђени члан пре-нацистичких корушких паравојних организација и био је виђан како носи свастику. У ово доба се бавио грађевином. Тим послом је почео да се бави кад се верио са Гретом Михнер. Њен отац, Емил Михнер је разговарао са директором хидроелектране KAEWAG, и обезбедио је Глобочнику посао као техничару и грађевинском надзорнику.

## Нацистичка каријера
Августа 1933. године, Глобочник је први пут ухапшен. У ово време је такође постао припадник СС. Ухапшен је због јавног истицања подршке према НСДАП, чији је члан постао три године раније, 1930. године. Иако је између 1933. године и 1935. године ухапшен четири пута, провео је тек нешто више од годину дана у затвору.
Његова прва документована активност у НСДАП је датирана на 1931. годину, када се његово име појавило на документима у вези са ширењем пропаганде Нацистичке партије. До тада је углавном напустио своју дотадашњу каријеру и посветио се партијском раду. Један од задатака које је имао у партији је организовање курирске и обавештајне службе за каналисање фондова из Немачке у Аустрију. Глобочник је постао члан СС 1. септембра 1934. године, са службеним бројем 292.776.
Јуна 1933. године у Бечу је бачена бомба на радњу јеврејског драгуљара, Норберта Футервајта, који је у том нападу убијен. Ово је једно од првих убистава у Аустрији које се приписује нацистима, а верује се да је Глобочник био умешан у напад.
Фанатична посвећеност борби за нацистичке циљеве се Глобочнику исплатила и брзо се пео уз партијску лествицу у Аустрији. Постао је заменик гаулајтера за целу државу 1933. године у доба кад је имао 29 година, и био је кључни играч у преузимању власти од стране нациста у Аустрији. Глобочник је награђен због залагања тако што га је Хитлер 24. маја 1938. године поставио за гаулајтера Беча.
Међутим, пошто је осим ка фанатичности гајио и склоност ка корупцији, гаулајтер Глобочник је разрешен дужности и одузете су му партијске почасти 1939, кад је откривено да је био умешан у незаконите спекулације са страним валутама. Химлер је преместио Глобочника у Вафен СС у чину каплара као казну. Служио је у СС Штандарте Германија током инвазије на Пољску.
Глобочник се свиђао Химлеру који је ценио његову немилосрдност. Крајем 1939. године, Глобочник је помилован, унапређен у СС-бригадефирера (еквивалент генерал-мајора), и послат у област Лублина.

## Холокауст
9. новембра 1939, Химлер је поставио Глобочника за СС и полицијског вођу у лублинској области Генералног губернаторства. Након разочаравајуће партијске каријере, Глобочник је добио другу шансу у редовима СС и полиције. У наредним годинама је показао за шта је све способан.
Глобочник је био одговоран за:
- ликвидацију Варшавског гета који је са око 500.000 Јевреја, био највећа јеврејска заједница у Европи и друга највећа у свету после Њујорка.
- ликвидацију Бјалисточког гета, који је пружио снажан отпор немачкој окупацији
- пресељење великог броја Пољака у циљу етничког чишћења
- организовање и надзор Лублинског резервата у који је депортовано 95.000 Јевреја, са околном мрежом логора за принудни рад у области Лублина. Такође је био надлежан за преко 45.000 јеврејских радника.

13. октобра 1941, Глобочник је добио усмено наређење од Хитлера да одмах отпочне изградњу логора Белзец, првог логора смрти у Генералном губернаторству. Пре тога, Белзец је био део Химлеровог и Глобочниковог пројекта Бургграбен. 1942. је уследила изградња још три логора смрти: Собибор и Мајданек у области Лублина и Треблинка североисточно од Варшаве. Све укупно, Глобочник је био умешан у истребљење више од 1,5 милиона пољских, чешких, холандских, француских, руских, словачких, немачких и аустријских Jевреја и нејевреја у логорима смрти које је организовао и надгледао.
Експлоатисао је Јевреје и нејевреје у виду робовске радне снаге у својим радним логорима и био одговоран за одузимање имовине убијених логораша док је био на челу операције Рајнхард. Од 1942–1943 је такође надгледао почетак акције Генералплан ост, која је имала за циљ избацивање Пољака из територија присаједињених Немачкој и насељавање тих територија немачким насељеницима (види Устанак у Замошћу).
Након пада италијанског вође, Бенита Мусолинија и након што је опљачкао део отете имовине из логора смрти, Глобочник је у септембру 1943. из Генералног губернаторства окупиране Пољске премештен у Јулијску крајину у делу Словеније и Италије који је окупирала Немачка. Био је стациониран у Трсту, свом родном граду. Био је постављен за вишег полицијског и СС вођу операционе зоне јадранског приморја.
Главни задатак овде му је била борба против југословенских партизана, али је поново играо кључну улогу у прогону Јевреја, овај пут италијанских. Како су савезничке трупе напредовале, Глобочник се повукао у аустријску Корушку, а на крају се сакрио у планинску брвнару близу Вајсензеа, и даље у друштву најближих чланова штаба.

## Борба против партизана
Командујући СС и полицијским снагама у области приморја, Глобочник је у сарадњи са 97. корпусом Вермахта организовао и водио велики број операција против 9. словеначког корпуса НОВЈ, који је деловао на том подручју. Током операција Рибецал III и Фрилингсанфанг током фебруара, марта и априла 1945. године у саставу његових снага борили су се и Српски добровољачки корпус и четничка Динарска дивизија, који су крајем 1944. пребачени у област западне Словеније.

## Смрт
По неким изворима, Глобочнику су ушле у траг и ухапсиле га британске трупе код Меслахер Алма, изнад Вајсензеа, 31. маја 1945. године, и могуће је да је починио самоубиство истог дана у Патерниону помоћу капсуле са цијанидом. У прилог овој причи, постоје барем две фотографије које показују Глобочниково тело убрзо након смрти. Штавише, постоји неколико поузданих извештаја, укључујући дневник пука и теренске извештаје 4. хусарског коњичког пука, у којима се наводе детаљи околности његовог заробљавања и самоубиства. Међутим, Глобочника је у ствари крајем рата у Корушкој ухватио наредник Џон Саулер из 4. хусарског коњичког пука. Хаулер је био под командом мајора Ремзија из СИС (МИ6), и његова група је пратила и хватала могуће ратне злочинце у Аустрији. Убрзо након хватања, Глобочник је починио самоубиство помоћу капсуле са цијанидом коју је држао сакривену у устима. Однели су га да га сахране на локалном црквеном гробљу, али је свештеник наводно одбио да допусти да 'тело таквог човека' почива у посвећеној земљи. Гроб је ископан изван црквеног дворишта, поред спољашњег зида, и тело је положено у гроб без црквене церемоније.

## Урбане легенде
Други извори његову смрт датирају или на почетак маја или јуна 1945. године од стране или партизана или јеврејских осветничких одреда.
Постојала је неистинита верзија Глобочникове судбине по којој су га Британци предали америчким обавештајцима. Ова верзија је базирана на „званичном документу САД који је потписао US CIC S/A официр Ендру Л. Вентерс, датираном на 27. октобар 1948. године, што је више од три године након његове наводне смрти“. Међутим, овај документ је као фалсификат током 1980-их разоткрила историчар Гита Серењи; она даје све детаље о овоме у дугачком чланку у Обзерверу (Spin Time For Hitler, Лондон, 21. април 1996).

## У популарној култури
Глобочник је један од главних ликова у Отаџбини, роману алтернативне историје Роберта Хериса. У роману који је базиран на премиси да су Немци победили у Другом светском рату, Глобочник (обично га називају надимком Глобус) се уздигао до опасног моћника у оквиру Гестапоа. Глобочник је главни негативац у причи.
У роману У присуству мојих непријатеља Харија Туртлдова постоји споредни лик Одило Глобочник. Међутим, хронологија приче, која се дешава око године 2010. године у алтернативној историји Нацистичке Немачке, показује да овај лик не може бити иста особа као и стварни Одило Глобочник. Туртлдовов лик је по опису у својим педесетим, што би значило да је рођен током 1950-их. Глобочник, историјска личност је рођен 1904. године, и у време одвијања романа би имао преко сто година. Није познато да ли је Глобочник који се јавља у роману у некој вези са историјском личношћу.
Глобочник се такође појављује у Les Bienveillantes, роману Џонатана Литела.